# ناتاليا سانشيز
ناتاليا سانشيز (بالإسبانية: Natalia Sánchez)‏ هي مغنية وعارضة وممثلة إسبانية، ولدت في 27 مارس 1990 بمدريد في إسبانيا.

## وصلات خارجية
- ناتاليا سانشيز على موقع IMDb (الإنجليزية)
- ناتاليا سانشيز على موقع روتن توميتوز (الإنجليزية)
- ناتاليا سانشيز على موقع أول موفي (الإنجليزية)
- ناتاليا سانشيز على موقع قاعدة بيانات الفيلم (الإنجليزية)